# La Clémente Amitié
La Clémente Amitié est le titre distinctif d'une loge maçonnique du Grand Orient de France, créée en 1805 à Paris. Elle tire sa notoriété du grand nombre de personnalités publiques, intellectuelles et politiques lui ayant appartenu durant les deux siècles qui suivent sa création. Elle fête le bicentenaire de sa création en 2005. 

## Historique
La Clémente Amitié est officiellement fondée le 8 mars 1805 et connaît plusieurs périodes qui marquent son histoire. Elle crée en 1824, « l'Ordre de la récompense », qui fonctionne comme une académie maçonnique. En 1826, ses différends avec le Grand Orient de France la place sous une première menace de démolition. Refusant de se soumettre, elle passe de 1826 à 1834, sous les auspices du Suprême Conseil de France.
Dès 1844, après l'élection comme vénérable de François-Timoléon Bègue-Clavel (1798-1852), auteur maçonnologue déiste et républicain elle connait, sous son impulsion, une période de développement ou les élites intellectuelles et républicaines sont largement représentées. Elle initie et affilie de nombreuses personnalités telles l'écrivain Félix Pyat, le chansonnier Agénor Altaroche, l'éditeur Laurent-Antoine Pagnerre, ou encore le député abolitionniste Victor Schœlcher, le fouriériste Léon Gozlan, le futur ministre des Finances Charles Duclerc.
Elle connait également une période de trouble, sous cette présidence, Bègue-Clavel mène une offensive contre le sénat du Grand Orient jugé trop conservateur et adresse un projet de réforme des statuts de l'obédience à tous les ateliers. En retour, l'action étant considérée comme illégale, il est exclu de l'obédience et la loge démolie. Elle est ensuite réactivée et reprise en main par des personnalités modérées comme l'avocat Marie-Auguste Desanlis.
Sous la Deuxième République , Hyacinthe Leblanc de Marconay fait partie des personnalités marquantes de son effectif en qualité de spécialiste des questions antillaises et ami de Victor Schœlcher. Elle admet dans ses rangs, un chef indien du Brésil et plusieurs Antillais dont Louisy Mathieu représentant du peuple en novembre 1848 et Pierre-Marie Pory-Papy député de Martinique en janvier 1849. Toutefois, la loge est touchée par un scandale autour de la mauvaise gestion d'un orphelinat à Chartres dirigé par le vénérable de la loge. Leblanc de Marconay est exclu à la suite de cette affaire et la loge se divise, plusieurs membres dont Charles Bataille fonde une nouvelle loge le 16 décembre 1858 qui prend le nom de « La Clémente Amitié cosmopolite ». 
Après une période d'anonymat, la loge refait parler d'elle sous la Troisième République de par la personnalité de son vénérable Charles Cousin, futur président du conseil de l'Ordre. L'atelier devient une des plus importantes loges du Grand Orient en quelques années avec 250 membres en 1877, c'est sous son impulsion qu'en juillet 1875 et sous la présidence de Grégoire Wyrouboff , que Jules Ferry est initié dans la loge, le même jour et lors de la même cérémonie Émile Littré et Honoré Chavée sont également reçus. Ces réceptions créent un grand effet dans et hors de la franc-maçonnerie française. Les initiations sont réalisées en présence de nombreuses personnalités républicaines. Charles Cousin fait également parrainer par la loge, l'avant-projet de percement de l'isthme de Panama, plusieurs membres sont attachés au projet, la société d'exploration est présidée par un frère de la loge.
En 1881, la loge dénombre 285 membres et poursuit ses affiliations et initiations majoritairement dans les personnalités importantes de la Troisième République comme Camille Pelletan ou Louis Ricard. Sous la présidence d'Edgar Monteil, elle se distingue par l'accentuation de son anticléricalisme. Dénonçant les parlementaires francs-maçons votant le budget des cultes et demandant l'interdiction de tous les actes religieux aux membres du conseil de l'Ordre et de leurs familles. En 1896, elle compte encore 145 membres dont cinq sont députés.
Durant la Seconde Guerre mondiale ses membres se réunissent plusieurs fois à l'initiative de l'ancien vénérable Eugène Giraud et participe à la construction d'une franc-maçonnerie clandestine.